# Chhintange jezik
Chhintange jezik (ISO 639-3: ctn; chhintang, chintang, chintang rûng, teli), himalajski jezik u nepalskoj zoni Koshi kojim govori oko 1 500 ljudi (2003) u distriktu Dhankuta.
Jeziku bantawa [bap] izgleda da nije razumljiv, ali su im etnički slični, a predstavnik je istočnokirantske podskupine mahakirantskih jezika. U Nepalu su službena nacionalnost.

## Vanjske poveznice
- Ethnologue (14th)
- Ethnologue (15th)
- The Chhintange Language